# 에너지 산업

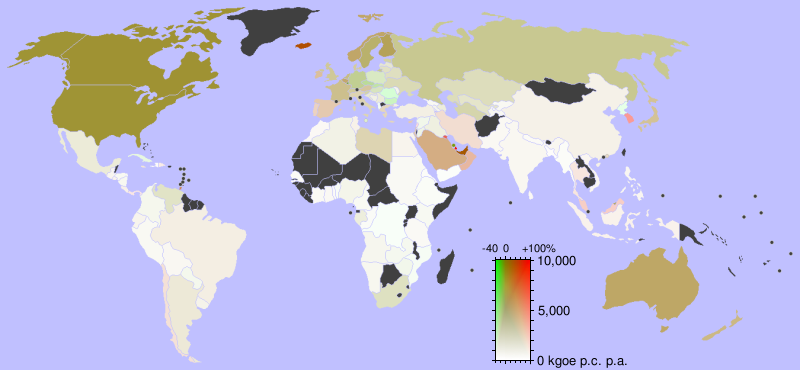
에너지 소비량 (단위: 킬로그램)

에너지 산업(energy industry)은 에너지의 생산과 판매를 수반하는 산업 전반을 포괄하며 여기에는 연료 추출, 제조, 정제, 분배가 포함된다.

## 개요
에너지산업은 석탄·전기·가스·석유·원자력 산업으로 요약된다. 첫째, 이 산업은 모두가 대규모의 시설투자를 필요로 한다는 공통적인 특징을 갖고 있다. 즉, 많은 자본이 없이는 이 산업은 불가능하며, 이러한 전제조건은 기업 형태의 결정요인이 된다. 둘째로 이 산업은 기간산업(基幹産業)을 구성하는 한편, 다른 공업에 연료를 공급하는 근원이 되기 때문에 다른 공업의 원가(原價)의 중요한 부분이 되기도 한다. 즉, 에너지 가격이 오른다는 것은 곧 원가의 상승을 뜻하며, 원가의 상승은 판매가(販賣價)의 상승을 뜻한다. 그렇기 때문에 에너지산업은 다른 기업처럼 순수히 이윤추구의 동기에서만 운영될 수는 없다는 특징을 갖는다. 셋째로 에너지산업은 사회 전체에 동력을 공급한다는 특수성을 갖기 때문에 어느 면으로 보면 사회간접자본의 성격을 갖기도 한다. 이 산업은 국민의 일상생활과 직접 연결되어 있기 때문에 일부 학파에서는 이것이 비영리성(非營利性) 기업이어야 한다는 주장도 나오고 있다.  어쨌든 위의 3가지 특수성으로 말미암아 에너지산업은 다음 3가지 형태를 취한다. 즉 ① 국영기업체(國營企業體), ② 반민반관(半官半民)기업체, ③ 개인기업체 등이 그것이다. 이 3가지 형태에서 어느 것을 택하느냐 하는 문제는 각 사회가 갖는 정치적·경제적·사회적 이데올로기에 의하여 좌우된다.
미국처럼 순수한 자본주의 원칙에 의거하여 운영되는 나라에서는 에너지산업도 사기업(私企業)에 속하지만, 영국이나 프랑스처럼 복지사회국가를 지향하는 나라에서는 이 산업은 공기업(公企業)에 속한다. 소련을 비롯한 공산주의 국가에서는 에너지산업은 1차적인 개발의 대상이었고, 이것은 국유화의 가장 적절한 부분이라고 생각되었음은 물론이다. 이러한 이데올로기적 배려를 떠나서, 이 산업은 또한 각국이 도달한 경제적 수준 등에 의하여 그 형태가 좌우되기도 한다.  즉, 개발도상국이라고 불리는 일련의 국가에서는 민간자본이 충분히 형성되지 못하였기 때문에 대규모의 자본을 요하는 이와 같은 산업은 어쩔 수 없이 정부투자에 의하여 행하여 지는 경우가 많다. 뿐만 아니라  비록 충분한 민간자본이 있다 하더라도 수익성이 낮고 자본회수(資本回收)에 장기간이 소요된다는 이유에서 대부분의 개발도상국에서는 에너지산업이 국영기업체의 형태를 지니고 있음은 이상에서 본 논리의 귀결이기도 하다. 이제 3가지 기업형태를 개괄적으로 보면, 우선 국영기업체는 상업적·공업적 성격을 띤 공공기관(公共機關)의 형태를 지니는 것이 통례이고, 각 기관에는 정부에 의하여 임명된 이사(理事)로 구성된 이사회(board of directors)가 있으며, 이 기관에 고용된 모든 임원은 공무원법의 규정에 따르는 경우가 많다. 이 국영기업체는 대부분 독립채산제(獨立採算制)를 채택하고 있으나, 그 사회적 성격 때문에 생산품의 가격은 수요와 공급의 법칙에 의한 시장가격이 아니라 대부분 생산비를 고려에 넣지 않는 요금(料金)의 형태를 취한다. 이러한 가격정책은 필연적으로 적자운영(赤字運營)이라는 결과를 가져오며, 이 적자는 예산에 의하여 충당되는 경우가 많다. 바꾸어 말하면, 국영기업체의 적자는 납세자의 부담인 것이다. 이것은 이 산업의 사회적 성격을 말해주는 좋은 예이다. 에너지산업은 창설시부터 정부에 의할 수도 있는데, 대부분의 개발도상국이 이 경우에 속한다. 그러나 사기업으로 운영되다가 국유화정책에 의하여 국영기업체로 된 겨우에는 영국과 프랑스가 그 대표적인 예이며, 이들 나라에서는 석탄·전기·가스 및 원자력이 앞에서 말한 공공기관의 형태로 운영되고 있다.  반관반민기업은 일반적으로 자본구성이 국가·지방자치단체, 또는 일반인 사이에 분배된 경우이다. 기업 운영은 완전히 사기업(私企業)의 운영방식을 취하고 이윤의 극대화를 도모하지만, 기업의 경영정책 결정에 있어서 국가 또는 지방단체의 발언권을 무시할 수 없는 것이 특징이다. 비록 국가의 자본참여 비율이 낮다고 해도 국가는 후견인(後見人)의 성격을 다분히 갖고 있다. 전기부분에서 독일에 많이 있는 기업형태이나, 이것이 그 존재이유를 나타내는 부문은 석유산업이다. 영국의 BP 석유(British Petroleum)나 프랑스의 CFP(Compagnie Fransaise du Petrole)가 그 대표적 예인데, 이 기업형태는 석유처럼 전략적인 산업에서 국가가 무관심할 수 없다는 의지의 표현이다. 그렇다고 완전히 국영기업체화하지 않는 것은, 이 산업의 특수성으로 보아 운영 및 활동 면에서 유연성(柔軟性)을 두게 하려는 데 그 목적이 있다.  이렇게 에너지산업은 국가의 직접 또는 간접적인 참여에 의하여 관리되는 것이 상례(常例)이나, 이 산업이 완전히 민간에 의하여 경영되는 경우도 있다. 미국이 그 대표적인 예로서, 이 나라에서는 모든 에너지산업이 민간기업체이다.  그러나 이 산업의 특수성으로 볼 때, 이것이 민간부문에서 운영되려면 우선 대규모의 자원을 동원할 수 있어야 한다는 점과, 합리적인 경영에 의한 저렴한 원가(原價)의 생산을 할 수 있어야 한다는 전제조건을 만족시켜야 한다. 그렇지 못할 경우, 이 산업의 산품(産品)에 대한 수요의 비탄력성 때문에 사용자의 부담이 부당히 높아질 위험을 내포하게 된다.

## 같이 보기
- 대체 에너지
- 에너지 변환
- 수소경제
- 에너지 자원 목록